# Fútbol Playa en los Juegos Mundiales de Playa
El fútbol playa en los Juegos Mundiales de Playa se realiza desde la primera edición. El evento es organizado por la Asociación de Comités Olímpicos Nacionales (ANOC).

## Palmarés
| Año          | Sede | · Oro  | Final Resultado | · Plata | · Bronce | Resultado      | Cuarto lugar |
| ------------ | ---- | ------ | --------------- | ------- | -------- | -------------- | ------------ |
| 2019 Detalle | Doha | Brasil | 9:3             | Rusia   | Irán     | 5:5 (pen. 3-1) | Italia       |

## Palmarés femenino
| Año          | Sede | · Oro  | Final Resultado | · Plata     | · Bronce | Resultado | Cuarto lugar |
| ------------ | ---- | ------ | --------------- | ----------- | -------- | --------- | ------------ |
| 2019 Detalle | Doha | España | 3:2             | Reino Unido | Brasil   | 4:3       | Rusia        |

## Medallero

### Masculino
| País   | Oro | Plata | Bronce |
| ------ | --- | ----- | ------ |
| Brasil | 1   | 0     | 0      |
| Rusia  | 0   | 1     | 0      |
| Irán   | 0   | 0     | 1      |

### Femenino
| País        | Oro | Plata | Bronce |
| ----------- | --- | ----- | ------ |
| España      | 1   | 0     | 0      |
| Reino Unido | 0   | 1     | 0      |
| Brasil      | 0   | 0     | 1      |

### General
| País        | Oro | Plata | Bronce |
| ----------- | --- | ----- | ------ |
| Brasil      | 1   | 0     | 1      |
| España      | 1   | 0     | 0      |
| Reino Unido | 0   | 1     | 0      |
| Rusia       | 0   | 1     | 0      |
| Irán        | 0   | 0     | 1      |